# Iseilema prostratum
Iseilema prostratum là một loài thực vật có hoa trong họ Hòa thảo. Loài này được (L.) Andersson mô tả khoa học đầu tiên năm 1856.